# 蒼帶小刺眼鰍
蒼帶小刺眼鰍又名馬頭小刺眼鰍，水族館販售經常用馬臉鼠或馬面鼠為輻鰭魚綱鯉形目鰍科的其中一種，為熱帶淡水魚，分布於亞洲泰國、馬來西亞及印尼淡水流域，體長可達25公分，棲息在底部水域，以底棲性無脊椎動物為食，生活習性不明，原本是另一種的馬頭小刺眼鰍（Acantopsis choirorhynchos）現被認為與蒼帶小刺眼鰍是屬於同物種而併入其下。

## 特徵
本魚體修長，頭部長而尖。金褐色魚體被間距相等、沿中線分布的深色斑點分割成一區區。背部有少許交叉斑紋和一排黑色小斑點。吻部佔頭部的2/3，具三對小觸鬚，體長可達30公分。

## 扩展阅读
維基物種上的相關：蒼帶小刺眼鰍